# Söndagsafton i en dalstuga
Söndagsafton i en dalstuga är en bild av Amalia Lindegren från 1860, den är målad i olja på duk och mäter 88x117 cm och tillhör Nationalmuseum, som köpte in den samma år som den tillkom. 
Amalia Lindegren (1814–1891) var en av det svenska 1800-talets mest folkkära konstnärer, vars verk flitigt reproducerades och som inspirerade författare till dikter och noveller. 
Populärast var hennes interiörer från Dalarna, miljöer som även för de flesta samtida betraktare måste ha framstått som främmande, men där den borgerliga publiken uppfattade böndernas liv som närmare de ursprungliga ”naturliga” krafterna och känslorna.

## Motivet
Redan år 1850 hade Lindegren som första kvinna i Europa mottagit ett statligt stipendium för utrikes konststudier och mellan 1850 och 1856 bodde hon i Paris, Düsseldorf, München och Rom. 1857 gjorde hon tillsammans med konstnärskamraten Jeanette Holmlund en studieresa till Dalarna, som många av tidens romantiskt och fosterländskt inriktade konstnärer. Det var utifrån studier av människor och miljö, främst då i Rättvik, som Lindegren fann sina motiv, med verk som Söndagsafton i en Dalstuga och Lillans sista bädd. Dessa båda målningar är varandras motsatser, den ena handlar om en familjetragedi och den andra om en idyll. I Söndagsafton har hon sökt gestalta en idealfamilj där far i huset spelar polska medan de äldre barnen dansar i ring medan modern sitter med den minste i knäet. I realiteten var det två professionella spelmän som stod modell för fadern. 
När Artur Hazelius skapade föregångaren till Nordiska museet och Skansen, på Drottninggatan i Stockholm, visades flera stuginteriörer med dockor i naturlig storlek. En av tablåerna var gjord med Lillans sista bädd som förebild. Tablån kom även att användas i den nationella marknadsföringen av Sverige, av det ’typiskt svenska’, på Världsutställningarna i Philadelphia 1876, Paris 1878 och Chicago 1893. Amalia Lindegrens verk spreds även genom färgreproduktioner och illustrationer i tidskrifter, men också på porslin, sin kanske mest magnifika placering fick Söndagsafton i en Dalstuga på en av Rörstrands påkostade vaser. 

## Proveniens
Nationalmuseum köpte målningen 1860.